# Greenalith
Greenalith ist ein selten vorkommendes Mineral aus der Mineralklasse der „Silikate und Germanate“ mit der chemischen Zusammensetzung (Fe2+,Fe3+)<6[(OH)8|Si4O10] und damit chemisch gesehen ein Eisensilikat mit zusätzlichen Hydroxidionen. Die in den runden Klammern angegebenen Oxidationsstufen des Eisens können sich in der Formel jeweils gegenseitig vertreten (Substitution, Diadochie), stehen jedoch immer im selben Mengenverhältnis zu den anderen Bestandteilen des Minerals. Strukturell gehört Greenalith zu den Schichtsilikaten.
Greenalith kristallisiert im monoklinen Kristallsystem, bildet aber nur selten winzige Kristalle und findet sich meist in Form abgerundeter, millimetergroßer bis kryptokristalliner Körner, Porphyroblasten oder Oolithe. Das Mineral ist durchscheinend und von hellgelbgrüner bis dunkelgrüner oder auch schwarzer Farbe. Im Durchlicht erscheint Greenalith auch blaugrün. Dessen Strichfarbe ist allerdings immer weiß mit einem Stich ins Grünlichgraue.

## Etymologie und Geschichte
Entdeckt wurde Greenalith erstmals in der Eisen-Lagerstätte Mesabi Range, genauer in der „Cincinnati Mine“ (auch Biwabik Mine) nahe Biwabik im St. Louis County des US-Bundesstaates Minnesota. Die Erstbeschreibung erfolgte 1903 durch Charles Kenneth Leith, der das Mineral nach dessen charakteristischen grünlichen Farbe (englisch: green) und dem griechischen Wort  λίθος ‚lithos‘ für Stein benannte.
Das Typmaterial des Mineral wird im National Museum of Natural History (NMNH) in Washington, D.C. (USA) unter den Sammlungs-Nr. 124953 und 091160 sowie im Natural History Museum (NHM) in London (UK) unter der Sammlungs-Nr. BM 1909,342 aufbewahrt.

## Klassifikation
Bereits in der veralteten 8. Auflage der Mineralsystematik nach Strunz gehörte der Greenalith zur Mineralklasse der „Silikate und Germanate“ und dort zur Abteilung der „Schichtsilikate (Phyllosilikate)“, wo er zusammen mit Amesit, Antigorit, Berthierin, Chrysotil, Cronstedtit, Karyopilit, Lizardit und Népouit sowie dem inzwischen als Varietät von Pennantit diskreditierten Grovesit die „Serpentin-Reihe (trioktaedrisch)“ mit der System-Nr. VIII/E.10b bildete.
Im zuletzt 2018 überarbeiteten und aktualisierten Lapis-Mineralienverzeichnis nach Stefan Weiß, das sich aus Rücksicht auf private Sammler und institutionelle Sammlungen noch nach dieser alten Form der Systematik von Karl Hugo Strunz richtet, erhielt das Mineral die System- und Mineral-Nr. VIII/H.27-120. In der „Lapis-Systematik“ entspricht dies ebenfalls der Abteilung „Schichtsilikate“, wo Greenalith zusammen mit Amesit, Antigorit, Berthierin, Brindleyit, Carlosturanit, Chrysotil, Cronstedtit, Dozyit, Fraipontit, Guidottiit, Karpinskit, Karyopilit, Kellyit, Lizardit, Népouit und Pecorait die „Serpentingruppe“ bildet.
Auch die seit 2001 gültige und von der International Mineralogical Association (IMA) zuletzt 2009 aktualisierte 9. Auflage der Strunz’schen Mineralsystematik ordnet den Greenalith in die Abteilung der „Schichtsilikate“ ein. Diese ist allerdings weiter unterteilt nach der Struktur der Schichten, so dass das Mineral entsprechend seinem Aufbau in der Unterabteilung „Schichtsilikate (Phyllosilikate) mit Kaolinitschichten, zusammengesetzt aus tetraedrischen und oktaedrischen Netzen“ zu finden ist, wo es zusammen mit Amesit, Antigorit, Berthierin, Brindleyit, Chrysotil, Cronstedtit, Fraipontit, Karyopilit, Kellyit, Lizardit, Manandonit, Népouit und Pecorait die „Serpentingruppe“ mit der System-Nr. 9.ED.15 bildet.
Die vorwiegend im englischen Sprachraum gebräuchliche Systematik der Minerale nach Dana ordnet den Greenalith ebenfalls in die Klasse der „Silikate und Germanate“ und dort in die Abteilung der „Schichtsilikatminerale“ ein. Hier ist er zusammen mit Karyopilit, Lizardit und Népouit in der „Serpentingruppe (Lizardit-Untergruppe)“ mit der System-Nr. 71.01.02b innerhalb der Unterabteilung „Schichtsilikate: Schichten von sechsgliedrigen Ringen mit 1 : 1-Lagen“ zu finden.

## Kristallstruktur
Greenalith kristallisiert in der monoklinen Raumgruppe Cm (Raumgruppen-Nr. 8) mit den Gitterparametern a = 5,60 Å; b = 9,69 Å; c = 7,45 Å und β = 104,6° sowie einer Formeleinheit pro Elementarzelle.

## Bildung und Fundorte

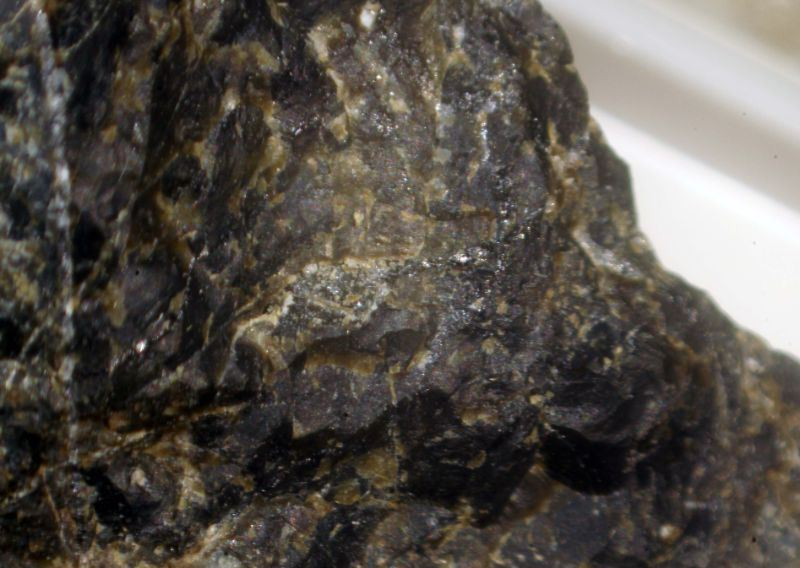
Dunkelgrüne Greenalith-Kristallgruppe aus der Präfektur Kyōto, Honshū, Japan

Greenalith bildet sich als Primärphase in einigen gebänderten Eisenformationen, auch bekannt als Bändererz. Als Begleitminerale können unter anderem Chamosit, Minnesotait, Pyrit, Quarz, Siderit und Stilpnomelan auftreten.
Als seltene Mineralbildung konnte Greenalith nur an wenigen Orten nachgewiesen werden, wobei bisher rund 60 Fundstätten dokumentiert sind (Stand 2022). Außer an seiner Typlokalität Biwabik in der Mesabi Range, konnte das Mineral in Minnesota noch im Gebiet um Ely und Hoyt Lakes (ebenfalls St. Louis County) sowie an einer unbenannten Fundstätte im Carlton County gefunden werden. Weitere bisher bekannte Fundorte in den Vereinigten Staaten liegen vor allem in Alabama (Clay County und Randolph County) und Michigan (Dickinson-, Marquette-, Gogebic- und Iron County), aber auch in Oregon, Washington und Wisconsin.
In der Schweiz fand sich Greenalith bisher nur in der Sulfiderz-Lagerstätte „Cotschens“ westlich und in einem alten Bergbaugebiet mit verschiedenen Verhauen, Pingen und Stollen an einer anstehenden Kupfer-Eisen-Vererzung namens „Gruba“ nördlich des Lai da Marmorera im Kanton Graubünden.
Weitere Fundorte liegen unter anderem in Australien, Bolivien, Brasilien, China, Finnland, Frankreich, Italien, Japan, im Jemen, in Kanada, Mexiko, Israel (Hatrurim-Formation), Norwegen, Rumänien, Russland, Schweden, Spanien, Südafrika, Tadschikistan, Tansania und Tschechien.